# Вестфілд (Айова)
Вестфілд (англ. Westfield) — місто (англ. city) в США, в окрузі Плімут штату Айова. Населення — 123 особи (2020).

## Географія
Вестфілд розташований за координатами 42°45′22″ пн. ш. 96°36′20″ зх. д. / 42.75611° пн. ш. 96.60556° зх. д. (42.756165, -96.605519).  За даними Бюро перепису населення США в 2010 році місто мало площу 0,33 км², уся площа — суходіл.

## Демографія
Згідно з переписом 2010 року, у місті мешкали 132 особи в 54 домогосподарствах у складі 37 родин. Густота населення становила 399 осіб/км².  Було 73 помешкання (220/км²).
Расовий склад населення:
| - 87,1 % — білих - 3,8 % — корінних американців - 3,0 % — осіб інших рас |

До двох чи більше рас належало 6,1 %. Частка іспаномовних становила 5,3 % від усіх жителів.
За віковим діапазоном населення розподілялося таким чином: 23,5 % — особи молодші 18 років, 65,1 % — особи у віці 18—64 років, 11,4 % — особи у віці 65 років та старші. Медіана віку мешканця становила 39,5 року. На 100 осіб жіночої статі у місті припадало 106,2 чоловіків;  на 100 жінок у віці від 18 років та старших — 94,2 чоловіків також старших 18 років.
Середній дохід на одне домашнє господарство  становив 48 460 доларів США (медіана — 40 417), а середній дохід на одну сім'ю — 60 929 доларів (медіана — 47 500). За межею бідності перебувало 27,3 % осіб, у тому числі 42,6 % дітей у віці до 18 років та 6,3 % осіб у віці 65 років та старших.
Цивільне працевлаштоване населення становило 75 осіб. Основні галузі зайнятості: виробництво — 40,0 %, освіта, охорона здоров'я та соціальна допомога — 29,3 %, роздрібна торгівля — 6,7 %, публічна адміністрація — 6,7 %.